# Pont Vieux de Béziers
Pour les articles homonymes, voir Pont Vieux.
Le Pont Vieux est un ouvrage d'art classé situé à Béziers, dans le département de l'Hérault. 

## Historique

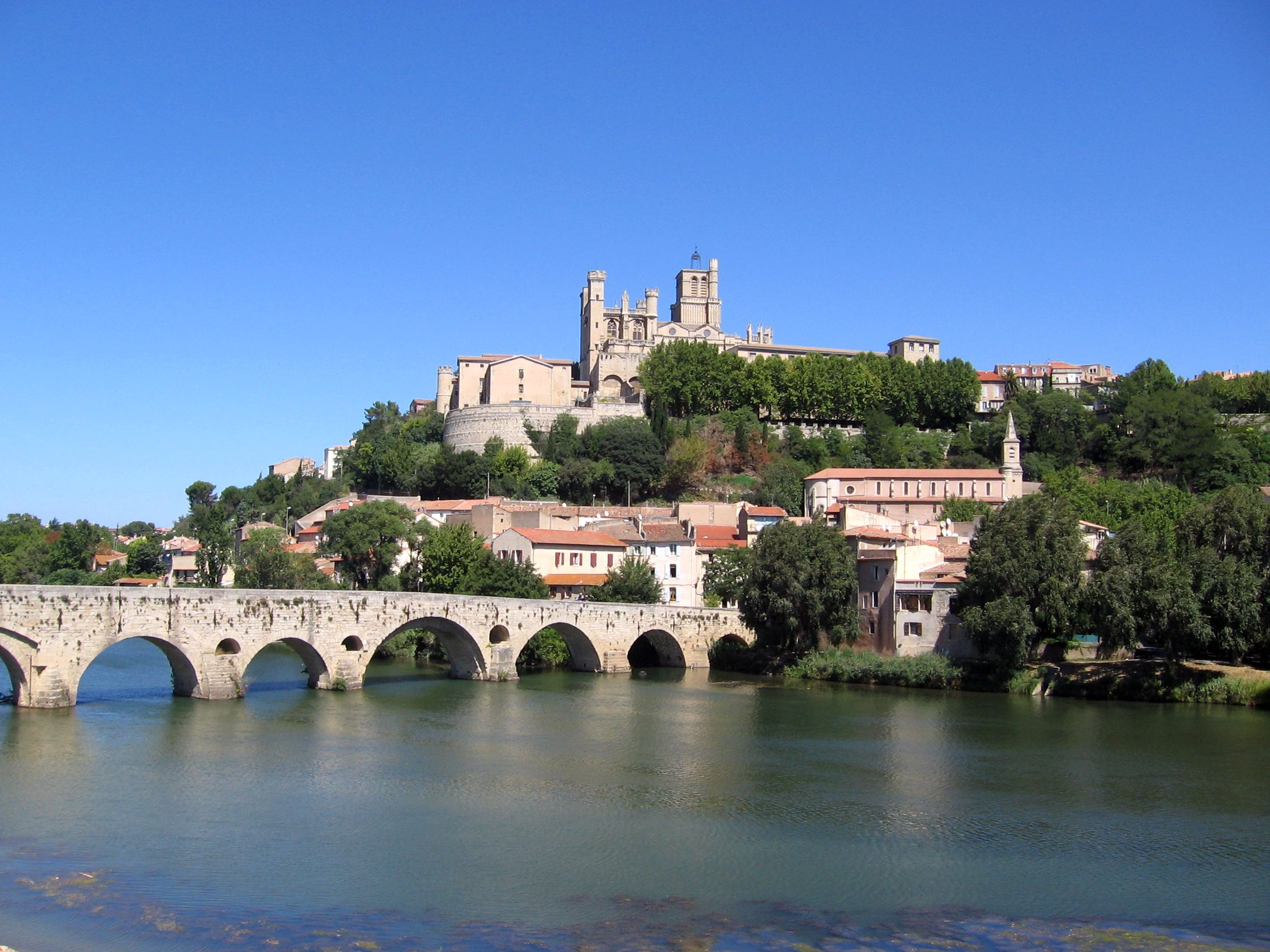
Le Pont Vieux traversant l’Orb au pied du centre-ville de Béziers en 2007.

Caractéristique de l'architecture romane (XIIe siècle), il permet le franchissement de l'Orb. Il est resté pendant très longtemps le seul point de passage de l'Orb sur le chemin de la Provence à Toulouse. Il a subi des remaniements à différentes époques : XIVe siècle, XVe siècle, XVIe siècle. 
Dans des lettres patentes aux Consuls de Béziers, Charles VII et Louis XI parlaient d'un pont "de grande ancienneté, somptueux et de grand édifice". 

## Protection
Le Pont Vieux de Béziers fait l’objet d’un classement au titre des monuments historiques depuis le 18 juin 1963.

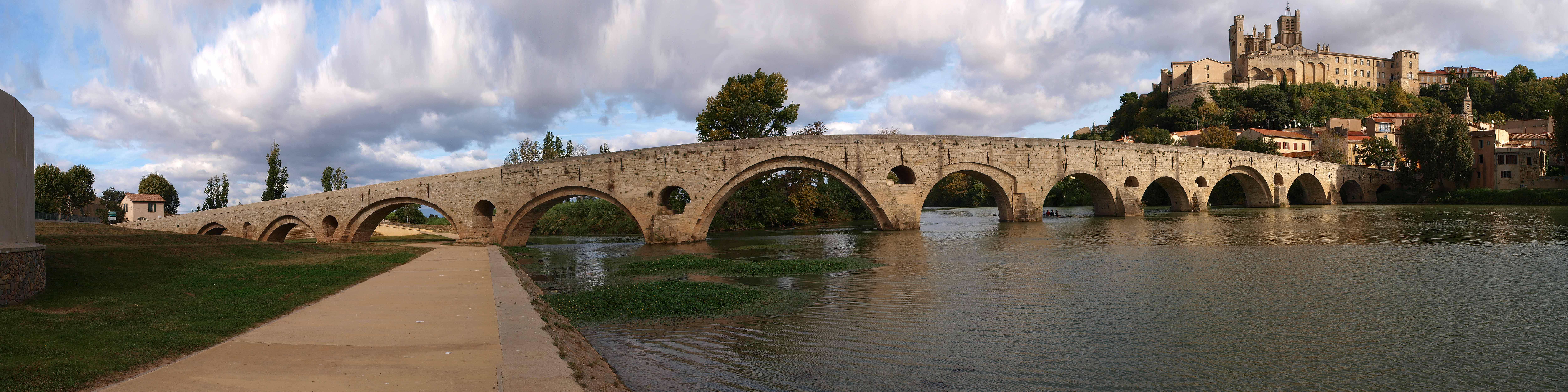
Vue panoramique du pont sur toute sa longueur.